# The Temptations/Diskografie
Diese Diskografie ist eine Übersicht über die musikalischen Werke der US-amerikanischen Gesangsgruppe The Temptations. Den Schallplattenauszeichnungen zufolge hat sie bisher mehr als 45,1 Millionen Tonträger verkauft, davon alleine in ihrer Heimat über 42,7 Millionen. Ihre erfolgreichste Veröffentlichung ist das Album Greatest Hits, Vol. 1 mit über zwei Millionen verkauften Einheiten.

## Alben

### Studioalben
| Jahr | Titel                                          | Höchstplatzierung, Gesamtwochen, AuszeichnungChartplatzierungen (Jahr, Titel, Platzierungen, Wochen, Auszeichnungen, Anmerkungen) | Höchstplatzierung, Gesamtwochen, AuszeichnungChartplatzierungen (Jahr, Titel, Platzierungen, Wochen, Auszeichnungen, Anmerkungen) | Höchstplatzierung, Gesamtwochen, AuszeichnungChartplatzierungen (Jahr, Titel, Platzierungen, Wochen, Auszeichnungen, Anmerkungen) | Höchstplatzierung, Gesamtwochen, AuszeichnungChartplatzierungen (Jahr, Titel, Platzierungen, Wochen, Auszeichnungen, Anmerkungen) | Höchstplatzierung, Gesamtwochen, AuszeichnungChartplatzierungen (Jahr, Titel, Platzierungen, Wochen, Auszeichnungen, Anmerkungen) | Anmerkungen |
| Jahr | Titel                                          | DE | AT | UK | US | R&B | Anmerkungen |
| ---- | ---------------------------------------------- | --- | --- | --- | --- | --- | --- |
| 1964 | Meet the Temptations                           | — | — | — | US95 (11 Wo.)US | — | Erstveröffentlichung: 20. März 1964 Produzenten: Smokey Robinson, Berry Gordy, Norman Whitfield |
| 1965 | The Temptations Sing Smokey                    | — | — | — | US35 (26 Wo.)US | R&B1 (29 Wo.)R&B | Erstveröffentlichung: 22. März 1965 Produzent: Smokey Robinson |
| 1965 | The Temptin’ Temptations                       | — | — | — | US11 (37 Wo.)US | R&B1 (34 Wo.)R&B | Erstveröffentlichung: 1. November 1965 Produzent: Smokey Robinson |
| 1966 | Gettin’ Ready                                  | — | — | UK40 (2 Wo.)UK | US12 (35 Wo.)US | R&B1 (31 Wo.)R&B | Erstveröffentlichung: 15. Juni 1966 Produzent: Smokey Robinson |
| 1967 | With a Lot o’ Soul                             | — | — | UK19 (18 Wo.)UK | US7 (36 Wo.)US | R&B1 (30 Wo.)R&B | Erstveröffentlichung: 17. Juli 1967 Produzenten: Norman Whitfield, Frank Wilson, Brian Holland, Lamont Dozier, Smokey Robinson, Ivy Jo Hunter |
| 1967 | In a Mellow Mood                               | — | — | — | US13 (44 Wo.)US | R&B1 (58 Wo.)R&B | Erstveröffentlichung: 27. November 1967 Produzenten: Frank Wilson, Jeffrey Bowen |
| 1968 | Wish It Would Rain                             | — | — | — | US13 (41 Wo.)US | R&B1 (41 Wo.)R&B | Erstveröffentlichung: 29. April 1968 Produzent: Norman Whitfield |
| 1968 | Diana Ross & the Supremes Join the Temptations | — | — | UK1 (10 Wo.)UK | US2 Gold · (32 Wo.)US | R&B1 (32 Wo.)R&B | Erstveröffentlichung: 8. November 1968 mit Diana Ross und The Supremes Produzent: Frank Wilson |
| 1968 | TCB (Takin’ Care of Business)                  | — | — | UK11 (12 Wo.)UK | US1 Gold · (34 Wo.)US | R&B1 (28 Wo.)R&B | Erstveröffentlichung: 2. Dezember 1968 mit Diana Ross und The Supremes Produzenten: Ed Friendly, George Schlatter |
| 1969 | Cloud Nine                                     | — | — | UK32 (1 Wo.)UK | US4 Gold · (40 Wo.)US | R&B1 (49 Wo.)R&B | Erstveröffentlichung: 17. Februar 1969 Grammy Best Traditional R&B Group Produzent: Norman Whitfield |
| 1969 | The Temptations Show                           | — | — | — | US24 (16 Wo.)US | R&B2 (29 Wo.)R&B | Erstveröffentlichung: 10. Juli 1969 Produzent: Jackie Barnett |
| 1969 | Puzzle People                                  | — | — | UK20 (4 Wo.)UK | US5 Gold · (41 Wo.)US | R&B1 (35 Wo.)R&B | Erstveröffentlichung: 23. September 1969 Produzent: Norman Whitfield |
| 1969 | Together                                       | — | — | UK28 (4 Wo.)UK | US28 (18 Wo.)US | R&B6 (21 Wo.)R&B | Erstveröffentlichung: 23. September 1969 mit Diana Ross und The Supremes Produzent: Frank Wilson |
| 1969 | On Broadway                                    | — | — | — | US38 (12 Wo.)US | R&B4 (15 Wo.)R&B | Erstveröffentlichung: 7. November 1969 mit Diana Ross und The Supremes Produzenten: Motown Productions Inc. |
| 1970 | Psychedelic Shack                              | — | — | UK56 (1 Wo.)UK | US9 Gold · (30 Wo.)US | R&B1 (28 Wo.)R&B | Erstveröffentlichung: 6. März 1970 Produzent: Norman Whitfield |
| 1971 | Sky’s the Limit                                | — | — | — | US16 Gold · (35 Wo.)US | R&B2 (33 Wo.)R&B | Erstveröffentlichung: 19. April 1971 Produzent: Norman Whitfield |
| 1972 | Solid Rock                                     | — | — | UK34 (2 Wo.)UK | US24 (22 Wo.)US | R&B1 (27 Wo.)R&B | Erstveröffentlichung: 11. Januar 1972 Produzent: Norman Whitfield |
| 1972 | All Directions                                 | DE20 (12 Wo.)DE | — | UK19 (7 Wo.)UK | US2 Gold · (44 Wo.)US | R&B1 (33 Wo.)R&B | Erstveröffentlichung: 28. Juli 1972 Produzent: Norman Whitfield |
| 1973 | Masterpiece                                    | DE17 (24 Wo.)DE | — | UK28 (3 Wo.)UK | US7 Gold · (28 Wo.)US | R&B1 (27 Wo.)R&B | Erstveröffentlichung: 21. Februar 1973 Produzent: Norman Whitfield |
| 1973 | 1990                                           | DE25 (12 Wo.)DE | — | — | US19 (22 Wo.)US | R&B2 (30 Wo.)R&B | Erstveröffentlichung: 7. Dezember 1973 Produzent: Norman Whitfield |
| 1975 | A Song for You                                 | — | — | — | US13 Gold · (36 Wo.)US | R&B1 (36 Wo.)R&B | Erstveröffentlichung: 16. Januar 1975 Produzenten: Jeffrey Bowen, Suzee Ideka, James Anthony Carmichael, Clayton Ivey, Terry Woodford |
| 1975 | House Party                                    | — | — | — | US40 (20 Wo.)US | R&B11 (11 Wo.)R&B | Erstveröffentlichung: 4. November 1975 Produzenten: Brian Holland, Clayton Ivey, James Carmichael, Steve Cropper, Suzee Ikeda, The Temptations, Terry Woodford                                                                                              |
| 1976 | Wings of Love                                  | — | — | — | US29 (20 Wo.)US | R&B3 (16 Wo.)R&B | Erstveröffentlichung: 10. März 1976 Produzenten: Berry Gordy, Jeffrey Bowen |
| 1976 | Do the Temptations                             | — | — | — | US53 (14 Wo.)US | R&B10 (12 Wo.)R&B | Erstveröffentlichung: 16. August 1976 Produzenten: Michael L. Smith, Suzee Ikeda |
| 1977 | Hear to Tempt You                              | — | — | — | US113 (13 Wo.)US | R&B38 (10 Wo.)R&B | Erstveröffentlichung: 1977 Produzenten: Norman Harris, Ron Baker |
| 1978 | Bare Back                                      | — | — | — | — | R&B46 (4 Wo.)R&B | Erstveröffentlichung: 1978 Produzent: Brian Holland |
| 1980 | Power                                          | — | — | — | US45 (14 Wo.)US | R&B13 (22 Wo.)R&B | Erstveröffentlichung: April 1980 Produzent: Angelo Bond, Berry Gordy |
| 1980 | Give Love at Christmas                         | — | — | — | US6 Platin · (… Wo.)US | — | Erstveröffentlichung: 14. August 1980 Produzenten: Gil Askey, Harold Johnson |
| 1981 | The Temptations                                | — | — | — | US119 (9 Wo.)US | R&B36 (11 Wo.)R&B | Erstveröffentlichung: August 1981 Produzent: Thom Bell |
| 1982 | Reunion                                        | — | — | — | US37 (18 Wo.)US | R&B2 (24 Wo.)R&B | Erstveröffentlichung: 7. April 1982 Produzenten: Barrett Strong, Iris Gordy, Rick James, Ron Miller, Smokey Robinson, Berry Gordy |
| 1983 | Surface Thrills                                | — | — | — | US159 (9 Wo.)US | R&B19 (18 Wo.)R&B | Erstveröffentlichung: 18. Februar 1983 Produzenten: Dennis Lambert, Steve Barri |
| 1983 | Back to Basics                                 | — | — | — | US152 (9 Wo.)US | R&B30 (30 Wo.)R&B | Erstveröffentlichung: Oktober 1983 Produzenten: Angelo Bond, Berry Gordy, Harvey Fuqua, Norman Whitfield, Willie Hutch |
| 1984 | Truly for You                                  | — | — | UK75 (5 Wo.)UK | US55 (34 Wo.)US | R&B3 (38 Wo.)R&B | Erstveröffentlichung: 15. Oktober 1984 Produzenten: Albert Phillip McKay, Ralph Randolph Johnson |
| 1985 | Touch Me                                       | — | — | — | US146 (10 Wo.)US | R&B20 (24 Wo.)R&B | Erstveröffentlichung: November 1985 Produzenten: Bruce Miller, Marcus Miller, Russ Terrana, The Temptations |
| 1986 | To Be Continued …                              | — | — | — | US74 (33 Wo.)US | R&B4 (42 Wo.)R&B | Erstveröffentlichung: 17. Juni 1986 Produzenten: Peter Bunetta, Rick Chudacoff |
| 1987 | Together Again                                 | — | — | — | US112 (21 Wo.)US | R&B12 (28 Wo.)R&B | Erstveröffentlichung: 11. September 1987 Produzenten: Peter Bunetta, Rick Chudacoff |
| 1989 | Special                                        | — | — | — | — | R&B25 (44 Wo.)R&B | Erstveröffentlichung: 16. August 1989 Produzenten: Keith Andes, Larry Hatcher, Stan Sheppard, Jimmy Varner, Dick Rudolph, Michael Sembello |
| 1991 | Milestone                                      | — | — | — | — | R&B88 (12 Wo.)R&B | Erstveröffentlichung: 19. November 1991 Produzenten: Alton Wokie Stewart, Barry Eastman, Steve Lindsey, Khris Kellow, Trevor Lawrence, Freddie Rhone, Ron Tyson, Victor Carstarphen, Johnny Britt, Cirocco, Bob Jones, Ray Hayden                           |
| 1995 | For Lovers Only                                | — | — | — | — | R&B43 (26 Wo.)R&B | Erstveröffentlichung: 26. September 1995 Produzenten: Richard Perry, Ben McCarthy, Isaias Gamboa |
| 1998 | Phoenix Rising                                 | — | — | — | US44 Platin · (44 Wo.)US | R&B8 (75 Wo.)R&B | Erstveröffentlichung: 18. August 1998 Produzenten: Isaias Gamboa, Narada Michael Walden, Arthur Marbury, Rex Rideout, Ronnie Garrett |
| 2000 | Ear-Resistible                                 | — | — | — | US54 (12 Wo.)US | R&B16 (26 Wo.)R&B | Erstveröffentlichung: 16. Mai 2000 Grammy Best Traditional R&B Vocal Produzenten: Joseph Lewis Thomas, Stanley Brown, Dennis Nelson, Gerald Levert, Joe Little III, Narada Michael Walden, Joshua P. Thompson, Calvin Gaines, Isaias Gamboa, Arthur Marbury |
| 2001 | Awesome                                        | — | — | — | US140 (2 Wo.)US | R&B27 (16 Wo.)R&B | Erstveröffentlichung: 20. November 2001 Produzenten: Narada Michael Walden, Andy C, Mechalie Jamison, Rainfall Entertainment, Dennis Nelson, Arthur Marbury, Otis Williams, Oji Pierce, Nat Adderley Jr., Stanley Brown                                     |
| 2004 | Legacy                                         | — | — | — | US163 (1 Wo.)US | R&B18 (9 Wo.)R&B | Erstveröffentlichung: 8. Juni 2004 |
| 2006 | Reflections                                    | — | — | — | US80 (2 Wo.)US | R&B14 (10 Wo.)R&B | Erstveröffentlichung: 31. Januar 2006 |
| 2007 | Back to Front                                  | — | — | — | US108 (1 Wo.)US | R&B19 (8 Wo.)R&B | Erstveröffentlichung: 23. Oktober 2007 Produzenten: Steve „The Scotsman“ Harvey, Benjamin Wright |
| 2010 | Still Here                                     | — | — | — | — | R&B49 (5 Wo.)R&B | Erstveröffentlichung: 4. Mai 2010 |

grau schraffiert: keine Chartdaten aus diesem Jahr verfügbar
Weitere Alben
- 1970: Christmas Card (Produzenten: Barrett Strong, Clay McMurray, US: Gold)
- 1975: Soul Original Sound
- 2015: Yield to Temptation!
- 2018: All the Time
- 2022: Temptations 60

### Livealben
| Jahr | Titel                             | Höchstplatzierung, Gesamtwochen, AuszeichnungChartplatzierungen (Jahr, Titel, Platzierungen, Wochen, Auszeichnungen, Anmerkungen) | Höchstplatzierung, Gesamtwochen, AuszeichnungChartplatzierungen (Jahr, Titel, Platzierungen, Wochen, Auszeichnungen, Anmerkungen) | Höchstplatzierung, Gesamtwochen, AuszeichnungChartplatzierungen (Jahr, Titel, Platzierungen, Wochen, Auszeichnungen, Anmerkungen) | Höchstplatzierung, Gesamtwochen, AuszeichnungChartplatzierungen (Jahr, Titel, Platzierungen, Wochen, Auszeichnungen, Anmerkungen) | Höchstplatzierung, Gesamtwochen, AuszeichnungChartplatzierungen (Jahr, Titel, Platzierungen, Wochen, Auszeichnungen, Anmerkungen) | Anmerkungen |
| Jahr | Titel                             | DE | AT | UK | US | R&B | Anmerkungen |
| ---- | --------------------------------- | --- | --- | --- | --- | --- | --- |
| 1967 | Temptations Live!                 | — | — | UK20 (4 Wo.)UK | US10 (51 Wo.)US | R&B1 (28 Wo.)R&B | Erstveröffentlichung: 6. März 1967 Aufnahme: 3. Oktober 1966 im The Roostertail’s Upper Deck, Detroit, Michigan |
| 1968 | Live at the Copa                  | — | — | — | US15 (24 Wo.)US | R&B2 (29 Wo.)R&B | Erstveröffentlichung: 9. Dezember 1968 Aufnahme: The Copacabana, New York City                                  |
| 1970 | Live at London’s Talk of the Town | — | — | — | US21 (18 Wo.)US | R&B5 (14 Wo.)R&B | Erstveröffentlichung: 24. Juli 1970 Aufnahme: Talk of the Town, London                                          |

grau schraffiert: keine Chartdaten aus diesem Jahr verfügbar
Weitere Livealben
- 1974: Temptations Live (DE) / In Japan! (US)

### Kompilationen
| Jahr | Titel                                                                                       | Höchstplatzierung, Gesamtwochen, AuszeichnungChartplatzierungen (Jahr, Titel, Platzierungen, Wochen, Auszeichnungen, Anmerkungen) | Höchstplatzierung, Gesamtwochen, AuszeichnungChartplatzierungen (Jahr, Titel, Platzierungen, Wochen, Auszeichnungen, Anmerkungen) | Höchstplatzierung, Gesamtwochen, AuszeichnungChartplatzierungen (Jahr, Titel, Platzierungen, Wochen, Auszeichnungen, Anmerkungen) | Höchstplatzierung, Gesamtwochen, AuszeichnungChartplatzierungen (Jahr, Titel, Platzierungen, Wochen, Auszeichnungen, Anmerkungen) | Höchstplatzierung, Gesamtwochen, AuszeichnungChartplatzierungen (Jahr, Titel, Platzierungen, Wochen, Auszeichnungen, Anmerkungen) | Anmerkungen                              |
| Jahr | Titel                                                                                       | DE | AT | UK | US | R&B | Anmerkungen                              |
| ---- | ------------------------------------------------------------------------------------------- | --- | --- | --- | --- | --- | ---------------------------------------- |
| 1966 | Greatest Hits, Vol. 1                                                                       | — | — | UK17 (40 Wo.)UK | US5 ×2Doppelplatin · (120 Wo.)US                                                                                                  | R&B1 (114 Wo.)R&B | Erstveröffentlichung: 16. November 1966  |
| 1970 | Greatest Hits, Vol. 2                                                                       | — | — | UK28 (5 Wo.)UK | US15 Gold · (70 Wo.)US | R&B2 (45 Wo.)R&B | Erstveröffentlichung: 2. September 1970  |
| 1973 | Anthology 1964–1973                                                                         | — | — | — | US65 Platin · (26 Wo.)US | R&B5 (17 Wo.)R&B | Erstveröffentlichung: 23. August 1973    |
| 1975 | Temptations                                                                                 | DE46 (4 Wo.)DE | — | — | — | — | Erstveröffentlichung: März 1975          |
| 1986 | 25th Anniversary                                                                            | — | — | — | US140 (16 Wo.)US | R&B55 (17 Wo.)R&B | Erstveröffentlichung: Mai 1986           |
| 1992 | Motown’s Greatest Hits                                                                      | — | — | UK8 (9 Wo.)UK | — | — | Erstveröffentlichung: März 1992          |
| 1998 | The Ultimate Collection                                                                     | — | — | — | US137 Gold · (2 Wo.)US | R&B60 (6 Wo.)R&B | Erstveröffentlichung: 25. März 1997      |
| 2001 | At Their Very Best                                                                          | — | — | UK28 Gold · (5 Wo.)UK | — | — | Erstveröffentlichung: Januar 2001        |
| 2001 | The Best of the Temptations Christmas                                                       | — | — | — | US102 (18 Wo.)US | R&B55 (6 Wo.)R&B | Erstveröffentlichung: 30. Oktober 2001   |
| 2002 | My Girl: The Very Best of the Temptations                                                   | — | — | — | US167 (1 Wo.)US | — | Erstveröffentlichung: 16. April 2002     |
| 2004 | The Best of the Temptations: 20th Century Masters – The Christmas Collection                | — | — | — | — | R&B55 (4 Wo.)R&B | Erstveröffentlichung: 23. September 2003 |
| 2008 | Classic Soul Hits                                                                           | — | — | UK8 (5 Wo.)UK | — | — | Erstveröffentlichung: 10. März 2008      |
| 2010 | Number 1’s                                                                                  | — | — | — | — | R&B59 (8 Wo.)R&B | Erstveröffentlichung: 3. April 2007      |
| 2010 | Icon: The Temptations                                                                       | — | — | — | US200 (1 Wo.)US | R&B29 (78 Wo.)R&B | Erstveröffentlichung: 31. August 2010    |
| 2011 | Best of the Temptations Volume 1 – The 60’s: 20th Century Masters The Millennium Collection | — | — | — | US132 Platin · (10 Wo.)US | — | Erstveröffentlichung: 31. August 1999    |

grau schraffiert: keine Chartdaten aus diesem Jahr verfügbar
Weitere Kompilationen
| - 1966: It’s the Temptations (EP) - 1972: All the Million Sellers (US: Platin) - 1973: The Best of the Temptations - 1973: Get Ready - 1973: Anthology, Vol. 2 - 1977: Diana Ross & the Supremes and the Temptations (mit Diana Ross & the Supremes) - 1977: Motown Legends (mit Diana Ross & the Supremes) - 1977: Motown Special: The Temptations - 1977: Greatest Hits, Vol. 3 - 1978: The Temptations (3 CDs) - 1980: 20 Golden Greats - 1983: Great Songs and Performances That Inspired the Motown 25th Anniversary Television Special (US: Gold) - 1984: The Legendary Long Versions Album (Splitalbum; The Temptations: 4 Tracks / Rare Earth: 2 Tracks) - 1985: Compact Command Performances: 17 Greatest Hits - 1986: Greatest Hits - 1993: Hum Along and Dance: More of the Best (1963–1974) - 1993: Papa Was a Rollin’ Stone - 1993: Greatest Hits (The Original Lead Singers of the Temptations) - 1994: Emperors of Soul (5 CDs) - 1994: Motown Legends - 1995: Tamla Motown Early Classics - 1996: One by One: The Best of Their Solo Years (2 CDs) | - 1996: The Original Lead Singers of the Temptations - 1996: Masterpiece(s) (feat. Eddie Kendricks) - 1997: My Girl (UK: Gold) - 1997: The Temptations - 1998: The Real Thing - 1998: The Original Mini-Series Soundtrack - 1999: Lost & Found: You’ve Got to Earn It (1962–1968) - 1999: The Temptations Collection - 1999: Greatest Hits - 2000: Psychedelic Soul - 2000: The Best of the Temptations Volume 2 – The 70’s, 80’s, 90’s: 20th Century Masters The Millennium Collection - 2000: Classic - 2000: 1966–1969 - 2003: Psychedelic Soul (2 CDs) - 2004: Get Ready - 2004: Joined Together: The Complete Studio Duets (mit Diana Ross & the Supremes; 2 CDs) - 2005: Gold - 2005: Together (Splitalbum, mit The Four Tops; 2 CDs) - 2006: Soul Legends - 2007: Colour Collection - 2008: The Definitive Collection (UK: Gold) - 2011: 50th Anniversary: The Singles Collection 1961–1971 (3 CDs) |

## Singles
| Jahr | Titel Album                                                               | Höchstplatzierung, Gesamtwochen, AuszeichnungChartplatzierungen (Jahr, Titel, Album, Platzierungen, Wochen, Auszeichnungen, Anmerkungen) | Höchstplatzierung, Gesamtwochen, AuszeichnungChartplatzierungen (Jahr, Titel, Album, Platzierungen, Wochen, Auszeichnungen, Anmerkungen) | Höchstplatzierung, Gesamtwochen, AuszeichnungChartplatzierungen (Jahr, Titel, Album, Platzierungen, Wochen, Auszeichnungen, Anmerkungen) | Höchstplatzierung, Gesamtwochen, AuszeichnungChartplatzierungen (Jahr, Titel, Album, Platzierungen, Wochen, Auszeichnungen, Anmerkungen) | Höchstplatzierung, Gesamtwochen, AuszeichnungChartplatzierungen (Jahr, Titel, Album, Platzierungen, Wochen, Auszeichnungen, Anmerkungen) | Höchstplatzierung, Gesamtwochen, AuszeichnungChartplatzierungen (Jahr, Titel, Album, Platzierungen, Wochen, Auszeichnungen, Anmerkungen) | Anmerkungen | [↑]: gemeinsam behandelt mit vorhergehendem Eintrag; [←]: in beiden Charts platziert |
| Jahr | Titel Album                                                               | DE | AT | UK | US | R&B | Dance | Anmerkungen |                                                                                      |
| ---- | ------------------------------------------------------------------------- | --- | --- | --- | --- | --- | --- | --- | ------------------------------------------------------------------------------------ |
| 1960 | Barbara –                                                                 | — | — | — | US29 (10 Wo.)US | — | — | Erstveröffentlichung: April 1960 |                                                                                      |
| 1962 | Dream Come True Meet the Temptations                                      | — | — | — | — | R&B22 (3 Wo.)R&B | — | Erstveröffentlichung: 16. März 1962 Autor: Berry Gordy |                                                                                      |
| 1964 | The Way You Do the Things You Do Meet the Temptations                     | — | — | — | US11 (11 Wo.)US | R&B1 (18 Wo.)R&B | — | Erstveröffentlichung: 23. Januar 1964 Autoren: Robert Rogers, Smokey Robinson |                                                                                      |
| 1964 | I’ll Be in Trouble The Temptin’ Temptations                               | — | — | — | US33 (9 Wo.)US | R&B22 (8 Wo.)R&B | — | Erstveröffentlichung: 29. April 1964 Autor: Smokey Robinson |                                                                                      |
| 1964 | The Girl’s Alright with Me The Temptin’ Temptations                       | — | — | — | — | R&B39 (2 Wo.)R&B | — | Erstveröffentlichung: 29. April 1964 B-Seite von I’ll Be in Trouble Autoren: Edward Holland Jr., Norman Whitfield |                                                                                      |
| 1964 | Girl (Why You Wanna Make Me Blue) The Temptin’ Temptations                | — | — | — | US26 (8 Wo.)US | R&B11 (10 Wo.)R&B | — | Erstveröffentlichung: 20. August 1964 Autoren: Edward Holland Jr., Norman Whitfield |                                                                                      |
| 1965 | My Girl The Temptations Sing Smokey                                       | — | — | UK43 (3 Wo.)UK | US1 ×7Siebenfachplatin · (13 Wo.)US | R&B1 (16 Wo.)R&B | — | Erstveröffentlichung: 21. Dezember 1964 weiterer Charteintritt siehe 1992 Autoren: Ronald White, Smokey Robinson |                                                                                      |
| 1965 | It’s Growing The Temptations Sing Smokey                                  | — | — | UK45 (2 Wo.)UK | US18 (9 Wo.)US | R&B3 (13 Wo.)R&B | — | Erstveröffentlichung: 18. März 1965 Autoren: Warren Moore, Smokey Robinson |                                                                                      |
| 1965 | Since I Lost My Baby The Temptin’ Temptations                             | — | — | — | US17 (10 Wo.)US | R&B4 (15 Wo.)R&B | — | Erstveröffentlichung: 1. Juni 1965 Autoren: Warren Moore, Smokey Robinson |                                                                                      |
| 1965 | You’ve Got to Earn It The Temptin’ Temptations                            | — | — | — | — | R&B22 (5 Wo.)R&B | — | Erstveröffentlichung: 1. Juni 1965 B-Seite von Since I Lost My Baby Autoren: Cornelius Grant, Smokey Robinson |                                                                                      |
| 1965 | My Baby The Temptin’ Temptations                                          | — | — | — | US13 (8 Wo.)US | R&B4 (13 Wo.)R&B | — | Erstveröffentlichung: 30. September 1965 Autoren: Warren Moore, Robert Rogers |                                                                                      |
| 1965 | Don’t Look Back The Temptin’ Temptations                                  | — | — | — | US83 (5 Wo.)US | R&B15 (15 Wo.)R&B | — | Erstveröffentlichung: 30. September 1965 B-Seite von My Baby Autor: Ronald White |                                                                                      |
| 1966 | Get Ready Gettin’ Ready                                                   | — | — | UK10 Silber · (9 Wo.)UK | US29 (7 Wo.)US | R&B1 (12 Wo.)R&B | — | Erstveröffentlichung: 7. Februar 1966 Charteintritt in UK erst im März 1969 Autor: Smokey Robinson |                                                                                      |
| 1966 | Ain’t Too Proud to Beg Gettin’ Ready                                      | — | — | UK21 Silber · (11 Wo.)UK | US13 Gold · (13 Wo.)US | R&B1 (17 Wo.)R&B | — | Erstveröffentlichung: 3. Mai 1966 R&B Hall of Fame Autor: Smokey Robinson |                                                                                      |
| 1966 | Beauty Is Only Skin Deep Greatest Hits, Vol. 1                            | — | — | UK18 (10 Wo.)UK | US3 Gold · (12 Wo.)US | R&B1 (15 Wo.)R&B | — | Erstveröffentlichung: 4. August 1966 Autoren: Autoren: Edward Holland Jr., Norman Whitfield |                                                                                      |
| 1966 | (I Know) I’m Losing You With a Lot o’ Soul                                | — | — | UK19 (9 Wo.)UK | US8 Gold · (10 Wo.)US | R&B1 (14 Wo.)R&B | — | Erstveröffentlichung: 2. November 1966 Autor: Cornelius Grant |                                                                                      |
| 1967 | All I Need With a Lot o’ Soul                                             | — | — | — | US8 (10 Wo.)US | R&B2 (12 Wo.)R&B | — | Erstveröffentlichung: 13. April 1967 Autoren: Frank Wilson, Edward Holland Jr., R. Dean Taylor |                                                                                      |
| 1967 | You’re My Everything With a Lot o’ Soul                                   | — | — | UK26 (15 Wo.)UK | US6 Gold · (12 Wo.)US | R&B3 (12 Wo.)R&B | — | Erstveröffentlichung: 13. Juni 1967 Autoren: Cornelius Grant, Norman Whitfield, Roger Penzabene |                                                                                      |
| 1967 | (Loneliness Made Me Realize) It’s You That I Need With a Lot o’ Soul      | — | — | — | US14 (9 Wo.)US | R&B3 (13 Wo.)R&B | — | Erstveröffentlichung: 26. September 1967 Autoren: Edward Holland Jr., Norman Whitfield |                                                                                      |
| 1968 | I Wish It Would Rain Wish It Would Rain                                   | — | — | UK45 (1 Wo.)UK | US4 Gold · (14 Wo.)US | R&B1 (14 Wo.)R&B | — | Erstveröffentlichung: 21. Dezember 1967 Autoren: Barrett Strong, Norman Whitfield, Roger Penzabene |                                                                                      |
| 1968 | I Truly, Truly Believe Wish It Would Rain                                 | — | — | — | — | R&B41 (6 Wo.)R&B | — | Erstveröffentlichung: 21. Dezember 1967 B-Seite von I Wish It Would Rain Autoren: Allen Story, George Gordy, Margaret Gordy                                                                                              |                                                                                      |
| 1968 | I Could Never Love Another (After Loving You) Wish It Would Rain          | — | — | UK47 (1 Wo.)UK | US13 Gold · (10 Wo.)US | R&B1 (11 Wo.)R&B | — | Erstveröffentlichung: 18. April 1968 Autoren: Barrett Strong, Norman Whitfield, Roger Penzabene |                                                                                      |
| 1968 | Please Return Your Love to Me Wish It Would Rain                          | — | — | — | US26 (7 Wo.)US | R&B4 (13 Wo.)R&B | — | Erstveröffentlichung: 16. Juli 1968 Autoren: Barbara Neely, Barrett Strong, Norman Whitfield |                                                                                      |
| 1968 | Cloud Nine                                                                | — | — | UK15 (10 Wo.)UK | US6 Gold · (12 Wo.)US | R&B2 (13 Wo.)R&B | — | Erstveröffentlichung: 25. Oktober 1968 Grammy R&B Vocal Group Autoren: Barrett Strong, Norman Whitfield |                                                                                      |
| 1968 | I’m Gonna Make You Love Me Diana Ross & the Supremes Join the Temptations | — | — | UK3 (12 Wo.)UK | US2 Platin · (13 Wo.)US | R&B2 (12 Wo.)R&B | — | Erstveröffentlichung: 21. November 1968 mit Diana Ross & the Supremes Autoren: Kenneth Gamble, Matthew Rose |                                                                                      |
| 1969 | Run Away Child, Running Wild Cloud Nine                                   | — | — | — | US6 Gold · (12 Wo.)US | R&B1 (13 Wo.)R&B | — | Erstveröffentlichung: 30. Januar 1969 Autoren: Barrett Strong, Norman Whitfield |                                                                                      |
| 1969 | I’ll Try Something New Diana Ross & the Supremes Join the Temptations     | — | — | — | US25 (7 Wo.)US | R&B8 (7 Wo.)R&B | — | Erstveröffentlichung: 20. Februar 1969 mit Diana Ross & the Supremes Autor: Smokey Robinson |                                                                                      |
| 1969 | Don’t Let the Joneses Get You Down                                        | — | — | — | US20 (8 Wo.)US | R&B2 (10 Wo.)R&B | — | Erstveröffentlichung: 1. Mai 1969 Autoren: Barrett Strong, Norman Whitfield |                                                                                      |
| 1969 | I Can’t Get Next to You Puzzle People                                     | — | — | UK13 (9 Wo.)UK | US1 Platin · (17 Wo.)US | R&B1 (15 Wo.)R&B | — | Erstveröffentlichung: 30. Juli 1969 Autoren: Barrett Strong, Norman Whitfield |                                                                                      |
| 1969 | The Weight Together                                                       | — | — | — | US46 (5 Wo.)US | R&B33 (4 Wo.)R&B | — | Erstveröffentlichung: 21. August 1969 mit Diana Ross & the Supremes Autor: Robbie Robertson Original: The Band, 1968 |                                                                                      |
| 1970 | Psychedelic Shack                                                         | — | — | UK33 (7 Wo.)UK | US7 Gold · (11 Wo.)US | R&B2 (13 Wo.)R&B | — | Erstveröffentlichung: 29. Dezember 1969 Autoren: Barrett Strong, Norman Whitfield |                                                                                      |
| 1970 | Why (Must We Fall in Love) Together                                       | — | — | UK31 (7 Wo.)UK | — | — | — | Erstveröffentlichung: 13. März 1970 mit Diana Ross & the Supremes Autoren: Deke Richards, Sherlie Matthews |                                                                                      |
| 1970 | Ball of Confusion (That’s What the World Is Today) Greatest Hits, Vol. 2  | — | — | UK7 (15 Wo.)UK | US3 Platin · (15 Wo.)US | R&B2 (13 Wo.)R&B | — | Erstveröffentlichung: 7. Mai 1970 Autoren: Barrett Strong, Norman Whitfield |                                                                                      |
| 1970 | Ungena Za Ulimwengu (Unite the World) Sky’s the Limit                     | — | — | — | US33 (7 Wo.)US | R&B8 (13 Wo.)R&B | — | Erstveröffentlichung: 15. September 1970 Autoren: Barrett Strong, Norman Whitfield |                                                                                      |
| 1970 | Hum and Dance Along Psychedelic Shack                                     | — | — | — | —[R&B: ↑] | R&B8 (13 Wo.)R&B | — | Erstveröffentlichung: 15. September 1970 B-Seite von Ungena Za Ulimwengu Autoren: Barrett Strong, Norman Whitfield |                                                                                      |
| 1971 | Just My Imagination (Running Away with Me) Sky’s the Limit                | — | — | UK8 (16 Wo.)UK | US1 Platin · (15 Wo.)US | R&B1 (14 Wo.)R&B | — | Erstveröffentlichung: 14. Januar 1971 Platz 399 der Rolling Stone 500 Autoren: Barrett Strong, Norman Whitfield |                                                                                      |
| 1971 | It’s Summer Psychedelic Shack                                             | — | — | — | US51 (6 Wo.)US | R&B29 (7 Wo.)R&B | — | Erstveröffentlichung: 24. Juni 1971 Autoren: Barrett Strong, Norman Whitfield |                                                                                      |
| 1971 | Superstar (Remember How You Got Where You Are) Solid Rock                 | — | — | UK32 (5 Wo.)UK | US18 Gold · (10 Wo.)US | R&B8 (10 Wo.)R&B | — | Erstveröffentlichung: 19. Oktober 1971 Autoren: Barrett Strong, Norman Whitfield |                                                                                      |
| 1972 | Take a Look Around Solid Rock                                             | — | — | UK13 (10 Wo.)UK | US30 (8 Wo.)US | R&B10 (10 Wo.)R&B | — | Erstveröffentlichung: 3. Februar 1972 Autoren: Barrett Strong, Norman Whitfield |                                                                                      |
| 1972 | Mother Nature All Directions                                              | — | — | — | US92 (4 Wo.)US | R&B27 (10 Wo.)R&B | — | Erstveröffentlichung: 1. Juni 1972 Autoren: Dino Fekaris, Nick Zesses |                                                                                      |
| 1972 | Funky Music Sho Nuff Turns Me On All Directions                           | — | — | — | —[R&B: ↑] | R&B27 (10 Wo.)R&B | — | Erstveröffentlichung: 1. Juni 1972 B-Seite von Mother Nature Autoren: Barrett Strong, Norman Whitfield |                                                                                      |
| 1972 | Papa Was a Rollin’ Stone All Directions                                   | DE11 (15 Wo.)DE | — | UK14 Silber · (14 Wo.)UK | US1 Platin · (16 Wo.)US | R&B5 (18 Wo.)R&B | — | Erstveröffentlichung:28. September 1972 Grammy R&B Song + R&B Vocal Group Hall of Fame + R&B Hall of Fame Platz 169 der Rolling Stone 500 Autoren: Barrett Strong, Norman Whitfield Original: The Undisputed Truth, 1972 |                                                                                      |
| 1973 | Masterpiece                                                               | DE21 (8 Wo.)DE | — | — | US7 Gold · (14 Wo.)US | R&B1 (13 Wo.)R&B | — | Erstveröffentlichung: 1. Februar 1973 Autor: Norman Whitfield |                                                                                      |
| 1973 | The Plastic Man Masterpiece                                               | — | — | — | US40 (8 Wo.)US | R&B8 (6 Wo.)R&B | — | Erstveröffentlichung: 10. Mai 1973 Autor: Norman Whitfield |                                                                                      |
| 1973 | Hey Girl (I Like Your Style) Masterpiece                                  | — | — | — | US35 (11 Wo.)US | R&B2 (17 Wo.)R&B | — | Erstveröffentlichung: 24. Juli 1973 Autor: Norman Whitfield |                                                                                      |
| 1973 | Law of the Land Masterpiece                                               | — | — | UK41 (4 Wo.)UK | — | — | — | Erstveröffentlichung: 17. August 1973 Autor: Norman Whitfield |                                                                                      |
| 1973 | Let Your Hair Down 1990                                                   | — | — | — | US27 (9 Wo.)US | R&B1 (16 Wo.)R&B | — | Erstveröffentlichung: 27. November 1973 Autor: Norman Whitfield |                                                                                      |
| 1974 | Heavenly 1990                                                             | — | — | — | US43 (9 Wo.)US | R&B8 (16 Wo.)R&B | — | Erstveröffentlichung: 12. Februar 1974 Autor: Norman Whitfield |                                                                                      |
| 1974 | You’ve Got My Soul on Fire 1990                                           | — | — | — | US74 (6 Wo.)US | R&B8 (11 Wo.)R&B | — | Erstveröffentlichung: 16. Mai 1974 Autor: Norman Whitfield |                                                                                      |
| 1974 | Happy People A Song for You                                               | — | — | — | US40 (10 Wo.)US | R&B1 (12 Wo.)R&B | Dance11 (3 Wo.)Dance | Erstveröffentlichung: 21. November 1974 Autoren: Donald Baldwin, Jeffrey Bowen, Lionel Richie |                                                                                      |
| 1975 | Shakey Ground A Song for You                                              | — | — | — | US26 (14 Wo.)US | R&B1 (14 Wo.)R&B | — | Erstveröffentlichung: 17. Februar 1975 Autoren: Alphonso Boyd, Eddie Hazel, Jeffrey Bowen |                                                                                      |
| 1975 | Glasshouse A Song for You                                                 | — | — | — | US37 (10 Wo.)US | R&B9 (12 Wo.)R&B | Dance8 (11 Wo.)Dance | Erstveröffentlichung: 18. Juni 1975 Autor: CharlemagneTM |                                                                                      |
| 1976 | Keep Holding On House Party                                               | — | — | — | US54 (6 Wo.)US | R&B3 (13 Wo.)R&B | — | Erstveröffentlichung: 5. Januar 1976 Autoren: Brian Holland, Edward Holland Jr. |                                                                                      |
| 1976 | Up the Creek (Without a Paddle) Wings of Love                             | — | — | — | US94 (4 Wo.)US | R&B21 (11 Wo.)R&B | — | Erstveröffentlichung: 29. April 1976 Autoren: Jeffrey Bowen, Jim Ford, Truman Thomas |                                                                                      |
| 1976 | Who Are You Do the Temptations                                            | — | — | — | — | R&B22 (12 Wo.)R&B | — | Erstveröffentlichung: 23. September 1976 Autoren: Benjamin Wright, David Stuart English, Glenn Leonard, Otis Williams |                                                                                      |
| 1977 | In a Lifetime Hear to Tempt You                                           | — | — | — | — | R&B21 (13 Wo.)R&B | — | Erstveröffentlichung: Oktober 1977 Autoren: Ron Baker, Ron Tyson |                                                                                      |
| 1978 | Think for Yourself Hear to Tempt You                                      | — | — | — | — | R&B58 (6 Wo.)R&B | — | Erstveröffentlichung: Februar 1978 Autoren: Allan Felder, Norman Harris, Ron Tyson |                                                                                      |
| 1978 | Bare Back                                                                 | — | — | — | — | R&B42 (8 Wo.)R&B | — | Erstveröffentlichung: September 1978 Autoren: Brian Holland, Edward Holland Jr., Harold Beatty |                                                                                      |
| 1978 | Ever Ready Love Bare Back                                                 | — | — | — | — | R&B31 (14 Wo.)R&B | — | Erstveröffentlichung: November 1978 Autoren: Brian Holland, Edward Holland Jr., Harold Beatty |                                                                                      |
| 1980 | Power                                                                     | — | — | — | US46 (9 Wo.)US | R&B11 (13 Wo.)R&B | Dance23 (13 Wo.)Dance | Erstveröffentlichung: April 1980 Autoren: Angelo Bond, Berry Gordy, Jean Marie Mayer |                                                                                      |
| 1980 | Struck by Lightning Twice Power                                           | — | — | — | — | R&B55 (6 Wo.)R&B | — | Erstveröffentlichung: Juli 1980 Autoren: Angelo Bond, William Weatherspoon |                                                                                      |
| 1980 | Take Me Away Loving Couples (Soundtrack)                                  | — | — | — | — | R&B69 (8 Wo.)R&B | — | Erstveröffentlichung: Oktober 1980 aus dem Film Ein Walzer vor dem Frühstück Autoren: Dean Pitchford, Fred Karlin |                                                                                      |
| 1981 | Aiming at Your Heart The Temptations                                      | — | — | — | US67 (5 Wo.)US | R&B36 (13 Wo.)R&B | — | Erstveröffentlichung: 17. Juli 1981 Autor: Charles Simmons |                                                                                      |
| 1982 | Standing on the Top Reunion                                               | — | — | UK53 (3 Wo.)UK | US66 (8 Wo.)US | R&B6 (17 Wo.)R&B | Dance11 (14 Wo.)Dance | Erstveröffentlichung: 6. April 1982 feat. Rick James Autor: Rick James |                                                                                      |
| 1982 | More on the Inside Reunion                                                | — | — | — | — | R&B82 (5 Wo.)R&B | — | Erstveröffentlichung: 18. Juni 1982 Autor: Smokey Robinson |                                                                                      |
| 1983 | Love on My Mind Tonight Surface Thrills                                   | — | — | — | US88 (3 Wo.)US | R&B17 (15 Wo.)R&B | — | Erstveröffentlichung: Februar 1983 Autoren: Dennis Lambert, Peter Beckett |                                                                                      |
| 1983 | Miss Busy Body (Get Your Body Busy) Back to Basics                        | — | — | — | — | R&B67 (7 Wo.)R&B | — | Erstveröffentlichung: September 1983 Autoren: Angelo Bond, Norman Whitfield Jr. |                                                                                      |
| 1984 | Sail Away Back to Basics                                                  | — | — | — | US84 (8 Wo.)US | R&B13 (18 Wo.)R&B | — | Erstveröffentlichung: Januar 1984 Autoren: Angelo Bond, Norman Whitfield |                                                                                      |
| 1984 | Treat Her Like a Lady Truly for You                                       | — | — | UK12 (10 Wo.)UK | US48 (14 Wo.)US | R&B2 (21 Wo.)R&B | Dance13 (9 Wo.)Dance | Erstveröffentlichung: 1. Oktober 1984 Autoren: Ali-Ollie Woodson, Otis Williams |                                                                                      |
| 1985 | My Love Is True (Truly for You) Truly for You                             | — | — | UK84 (3 Wo.)UK | — | R&B14 (13 Wo.)R&B | — | Erstveröffentlichung: 14. Februar 1985 Autoren: Otis Williams, Ron Tyson, Victor Carstarphen |                                                                                      |
| 1985 | How Can You Say That It’s Over Truly for You                              | — | — | — | — | R&B81 (5 Wo.)R&B | — | Erstveröffentlichung: Juni 1985 Autoren: Mike Himelstein, Tom Keane |                                                                                      |
| 1985 | Do You Really Love Your Baby Touch Me                                     | — | — | UK88 (2 Wo.)UK | — | R&B14 (15 Wo.)R&B | Dance49 (2 Wo.)Dance | Erstveröffentlichung: 22. Oktober 1985 Autoren: Luther Vandross, Marcus Miller |                                                                                      |
| 1986 | Touch Me                                                                  | — | — | — | — | R&B63 (7 Wo.)R&B | — | Erstveröffentlichung: Februar 1986 Autoren: Ali-Ollie Woodson, Otis Williams |                                                                                      |
| 1986 | I’m Facinated Touch Me                                                    | — | — | UK84 (3 Wo.)UK | — | — | — | Erstveröffentlichung: März 1986 Autoren: Jimmy Scott, Mark Baker |                                                                                      |
| 1986 | A Fine Mess To Be Continued …                                             | — | — | — | — | R&B63 (8 Wo.)R&B | — | Erstveröffentlichung: April 1986 Titellied des Films Ärger, nichts als Ärger Autoren: Dennis Lambert, Henry Mancini |                                                                                      |
| 1986 | Lady Soul To Be Continued …                                               | — | — | — | US47 (11 Wo.)US | R&B4 (20 Wo.)R&B | — | Erstveröffentlichung: Juni 1986 Autor: Mark Holden |                                                                                      |
| 1986 | To Be Continued …                                                         | — | — | — | — | R&B25 (13 Wo.)R&B | — | Erstveröffentlichung: November 1986 Autoren: Ali-Ollie Woodson, Otis Williams |                                                                                      |
| 1987 | Someone To Be Continued …                                                 | — | — | — | — | R&B45 (8 Wo.)R&B | — | Erstveröffentlichung: April 1987 Autoren: Bill LaBounty, David Anderson |                                                                                      |
| 1987 | I Wonder Who She’s Seeing Now Together Again                              | — | — | UK90 (2 Wo.)UK | — | R&B3 (18 Wo.)R&B | — | Erstveröffentlichung: August 1987 Mundharmonika-Solo: Stevie Wonder Autoren: Jimmy George, Louis Pardini |                                                                                      |
| 1987 | Look What You Started Together Again                                      | — | — | UK63 (2 Wo.)UK | — | R&B8 (15 Wo.)R&B | Dance23 (6 Wo.)Dance | Erstveröffentlichung: Dezember 1987 Autoren: Mark Holden, Peter Bunetta, Rick Chudacoff |                                                                                      |
| 1988 | Do You Wanna Go with Me Together Again                                    | — | — | — | — | R&B53 (10 Wo.)R&B | — | Erstveröffentlichung: April 1988 Autoren: Otis Williams, Ron Tyson, Victor Carstarphen |                                                                                      |
| 1989 | All I Want from You Special                                               | — | — | UK71 (3 Wo.)UK | — | R&B16 (13 Wo.)R&B | — | Erstveröffentlichung: August 1989 Autoren: Aaron Smith, Stan Sheppard |                                                                                      |
| 1989 | Special                                                                   | — | — | — | — | R&B10 (16 Wo.)R&B | — | Erstveröffentlichung: Oktober 1989 Autoren: Jimmy Varner, Stan Sheppard |                                                                                      |
| 1990 | Soul to Soul Special                                                      | — | — | — | — | R&B12 (14 Wo.)R&B | — | Erstveröffentlichung: Februar 1990 Autor: Brian O’Doherty |                                                                                      |
| 1991 | The Motown Song Vagabond Heart                                            | DE21 (18 Wo.)DE | AT22 (8 Wo.)AT | UK10 (8 Wo.)UK | US10 (17 Wo.)US | — | — | Erstveröffentlichung: 3. Juni 1991 Rod Stewart mit The Temptations Autor: Larry John McNally |                                                                                      |
| 1991 | The Jones’ Milestone                                                      | — | — | UK69 (1 Wo.)UK | — | R&B41 (13 Wo.)R&B | — | Erstveröffentlichung: November 1991 Autor: Alton Wokie Stewart |                                                                                      |
| 1992 | My Girl (Reissue) My Girl (Soundtrack)                                    | DE66 (8 Wo.)DE | — | UK2 ×2Doppelplatin · (10 Wo.)UK | — | — | — | Erstveröffentlichung: Februar 1992 Titellied des Films My Girl – Meine erste Liebe |                                                                                      |
| 1992 | Hoops of Fire Milestone                                                   | — | — | — | — | R&B68 (7 Wo.)R&B | — | Erstveröffentlichung: März 1992 Autoren: Jeff Franzel, Nina Ossoff, Porter Carroll |                                                                                      |
| 1994 | Error of Our Ways Emperors of Soul                                        | — | — | — | — | R&B86 (6 Wo.)R&B | — | Erstveröffentlichung: Oktober 1994 Autoren: Dennis Nelson, Melvin Franklin, Otis Williams |                                                                                      |
| 1995 | Silent Night Give Love at Christmas                                       | — | — | — | — | R&B16 (2 Wo.)R&B | — | Erstveröffentlichung: Dezember 1995 Musik: Text: Joseph Mohr (1816), Franz Xaver Gruber (1818) Original: Hans Hoffman, 1902                                                                                              |                                                                                      |
| 1996 | Silent Night / My Girl –                                                  | — | — | — | — | R&B19 (4 Wo.)R&B | — | Erstveröffentlichung: Dezember 1996 |                                                                                      |
| 1998 | Stay Phoenix Rising                                                       | — | — | — | — | R&B28 (21 Wo.)R&B | — | Erstveröffentlichung: Juli 1998 verwendet das gleiche Gitarrenriff wie My Girl Autoren: James Fischer, Narada Michael Walden, Scott Urquhart                                                                             |                                                                                      |
| 1999 | This Is My Promise Phoenix Rising                                         | — | — | — | — | R&B54 (13 Wo.)R&B | — | Erstveröffentlichung: Dezember 1998 Autor: Theo Peoples |                                                                                      |
| 1999 | How Could He Hurt You Phoenix Rising                                      | — | — | — | — | R&B57 (17 Wo.)R&B | — | Erstveröffentlichung: Mai 1999 Autoren: Darcy Aldridge, Rex Rideout, Ronnie Garrett, Tony Kurtis |                                                                                      |
| 2000 | I’m Here Ear-Resistible                                                   | — | — | — | — | R&B40 (18 Wo.)R&B | — | Erstveröffentlichung: April 2000 Autoren: Colin Morrison, Katrina Willis |                                                                                      |

grau schraffiert: keine Chartdaten aus diesem Jahr verfügbar
Weitere Singles
| - 1961: Oh, Mother of Mine - 1961: Check Yourself - 1962: Paradise - 1963: I Want a Love I Can See - 1963: May I Have This Dance - 1968: Rudolph, the Red-Nosed Reindeer - 1972: Smiling Faces Sometimes - 1974: I Need You - 1975: Memories - 1977: Let’s Live in Peace | - 1978: Mystic Woman (Love Me Over) - 1981: Oh, What a Night! - 1983: Surface Thrills - 1983: Medley (mit The Four Tops) - 1990: One Step at a Time - 1991: I’ll Be in Trouble - 2009: Something About You - 2013: Forever in My Heart - 2014: We’ll Keep on Rolling - 2014: Why You Wanna Make Me Blue |

## Videoalben
- 1988: The Temptations and the Four Tops (mit The Four Tops)
- 1991: Live in Concert
- 2004: The Temptations and the Supremes (mit The Supremes)
- 2004: The Temptations with Special Guest The Four Tops (mit The Four Tops)
- 2006: Get Ready: Definitive Performances 1965–1972 (US: ×2Doppelplatin )
- 2007: One Night in London
- 2007: Live in London
- 2007: The Temptations Review Featuring Dennis Edwards (mit Dennis Edwards)
- 2007: Superstar
- 2008: Live!
- 2011: The Best of the Temptations on the Ed Sullivan Show

## Statistik

### Chartauswertung
|                     | DE    | UK     | US     | R&B      |
| ------------------- | ----- | ------ | ------ | -------- |
| Nummer-eins-Alben   | DE—DE | UK1UK  | US1US  | R&B17R&B |
| Top-10-Alben        | DE—DE | UK3UK  | US11US | R&B33R&B |
| Alben in den Charts | DE4DE | UK18UK | US53US | R&B57R&B |

|                       | DE      | UK     | US     | R&B      | Dance       |
| --------------------- | ------- | ------ | ------ | -------- | ----------- |
| Nummer-eins-Singles   | DE—DE   | UK—UK  | US4US  | R&B15R&B | Dance—Dance |
| Top-10-Singles        | DE—DE   | UK5UK  | US15US | R&B45R&B | Dance1Dance |
| Singles in den Charts | DE3 aDE | UK30UK | US53US | R&B87R&B | Dance7Dance |

### Auszeichnungen für Musikverkäufe
| Goldene Schallplatte - Dänemark - 2021: für die Single My Girl - Frankreich - 1977: für das Album Masterpiece - Italien - 2019: für die Single My Girl | Platin-Schallplatte - Spanien - 2024: für die Single My Girl 4× Platin-Schallplatte - Neuseeland - 2024: für die Single My Girl |

Anmerkung: Auszeichnungen in Ländern aus den Charttabellen bzw. Chartboxen sind in ebendiesen zu finden.
| Land/RegionAuszeichnungen für Musikverkäufe (Land/Region, Auszeichnungen, Verkäufe, Quellen) | Silber     | Gold       | Platin       | Verkäufe   | Quellen             |
| -------------------------------------------------------------------------------------------- | ---------- | ---------- | ------------ | ---------- | ------------------- |
| Dänemark (IFPI)                                                                              | —          | Gold1      | —            | 45.000     | ifpi.dk             |
| Frankreich (SNEP)                                                                            | —          | Gold1      | —            | 100.000    | infodisc.fr         |
| Italien (FIMI)                                                                               | —          | Gold1      | —            | 25.000     | fimi.it             |
| Neuseeland (RMNZ)                                                                            | —          | —          | 4× Platin4   | 120.000    | radioscope.co.nz    |
| Spanien (Promusicae)                                                                         | —          | —          | Platin1      | 60.000     | elportaldemusica.es |
| Vereinigte Staaten (RIAA)                                                                    | —          | 24× Gold24 | 21× Platin21 | 42.700.000 | riaa.com            |
| Vereinigtes Königreich (BPI)                                                                 | 3× Silber3 | 3× Gold3   | 2× Platin2   | 2.100.000  | bpi.co.uk           |
| Insgesamt                                                                                    | 3× Silber3 | 30× Gold30 | 28× Platin28 |            |                     |